# نهار نت
نهار نت (بالإنجليزية: Naharnet)‏ هي وسيلة إعلام إلكترونية لبنانية مستقلة تأسست في سنة 1998 وانطلقت في سبتمبر 2000، وكانت أول بوابة إخبارية لبنانية متعددة اللغات لا تزال قائمة حتى الآن (أبريل 2012)، تقدم الأخبار باللغتين العربية والإنكليزية بواسطة فريق من الصحفيين متعددي اللغات، وتسعى إلى تقديم الأخبار بأسلوب موضوعي شامل غير منحاز.
تذكر نهار نت في موقعها أنها مؤسسة خاصة مستقلة غير مرتبطة بأية أحزاب سياسية أو مؤسسات إعلامية أخرى، ويمثل صحفيوها «النسيج الاجتماعي للمجتمع اللبناني»، وتركز على الوقائع مع تجنب عرض الآراء أو التحليلات. يزور الموقع حوالي مليوني شخص سنوياً، أغلبهم لبنانيون من أكثر من 220 بلداً.

## وصلات خارجية
- موقع نهار نت